# Veruschka Gräfin von Lehndorff

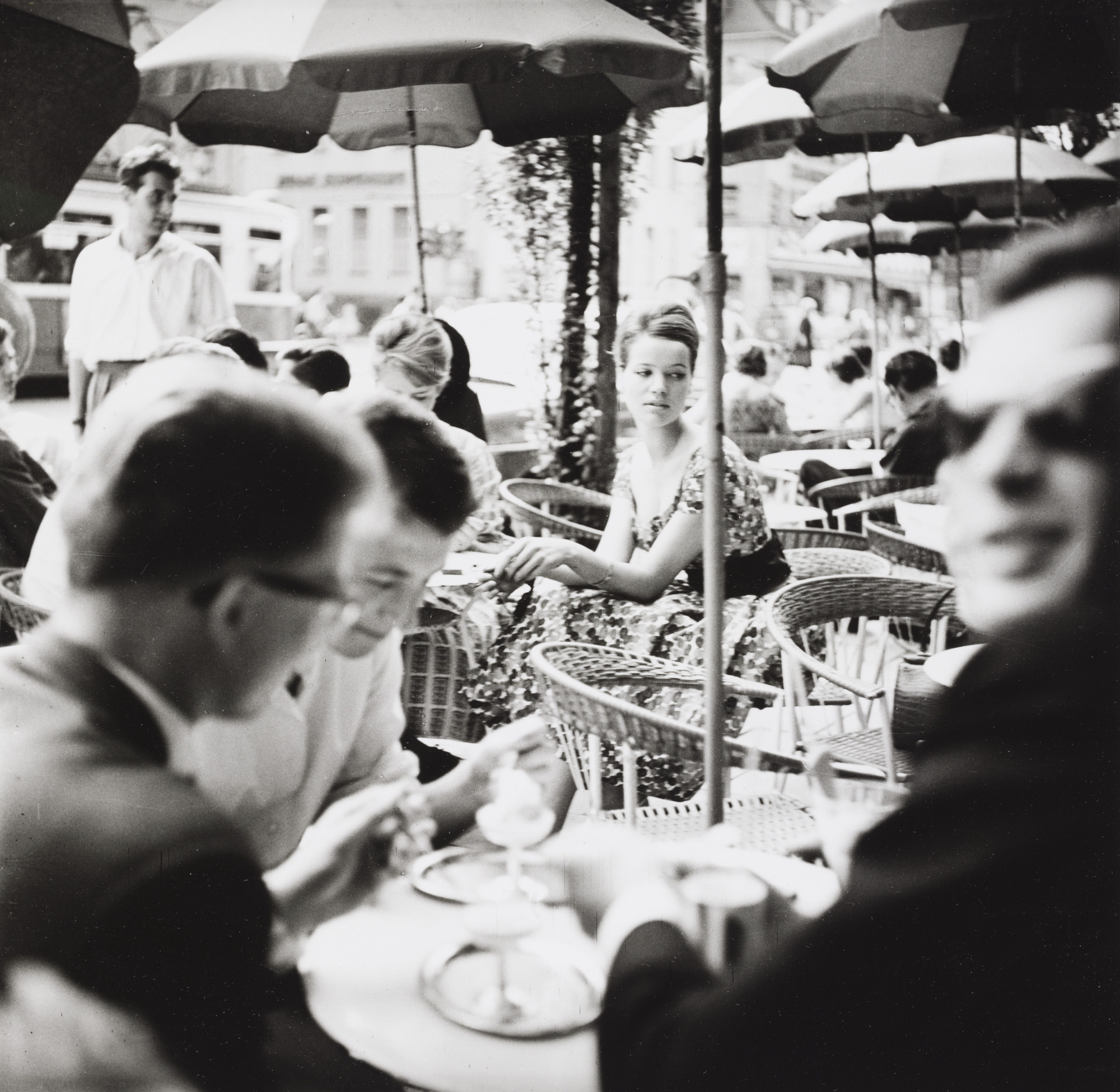
Veruschka von Lehndorff in einem Café auf der Leopoldstraße in München (1960)

Vera Anna Gottliebe Gräfin von Lehndorff (* 14. Mai 1939 in Königsberg), auch nur Veruschka oder Vera Lehndorff genannt, ist eine deutsche Schauspielerin, Malerin und Fotografin sowie ein ehemaliges Fotomodell. Sie gilt als das „erste deutsche Supermodel“.

## Leben
Vera von Lehndorff wurde in das ostpreußische Adelsgeschlecht Lehndorff geboren. Ihr Vater, Heinrich Graf von Lehndorff-Steinort, wurde 1944 wegen seiner Teilnahme an der Verschwörung des 20. Juli 1944 gegen Adolf Hitler hingerichtet. Ihre Mutter Gottliebe, geb. von Kalnein, kam in ein Internierungslager. Vera und ihre beiden Schwestern Nona und Gabriele wurden für einige Monate im Kinderheim im Borntal in Bad Sachsa in Sippenhaft interniert.
Nach dem Zweiten Weltkrieg lebte sie mit ihrer Mutter und drei Schwestern in Flüchtlingslagern und in der Obhut von Bekannten. Durch die vielen Ortswechsel besuchte sie verschiedene Schulen, darunter auch 1952 die Waldorfschule in Schloss Hamborn. Sie begann ein Designstudium, das sie nach zwei Jahren abbrach, um sich in Italien ganz dem Malen zu widmen.
In den 1960er Jahren wurde die hochgewachsene von Lehndorff (1,90 m) bei einem Aufenthalt in Florenz als Fotomodell entdeckt. Sie legte sich das Pseudonym Veruschka (Koseform von Vera) zu, vermarktete sich so als Kunstfigur und wurde international bekannt.
Veruschkas Filmdebüt in Michelangelo Antonionis Kultfilm Blow Up (1966) blieb ihr bekanntester Auftritt auf der Leinwand. Es folgten noch einige Rollen in europäischen Produktionen, so etwa in Veruschka – Poesia di una donna (1971) des Modefotografen Franco Rubartelli, der auch ihr erster Liebhaber wurde. 1983 trat sie in dem deutschen Dokumentarfilm Vom Zusehen beim Sterben auf, der dazu beitrug, die Öffentlichkeit auf das Schicksal der vietnamesischen Boatpeople aufmerksam zu machen. Sie spielte zudem die Hauptrolle in Ulrike Ottingers Dorian Gray im Spiegel der Boulevardpresse.
1971 beteiligte sie sich an der von Alice Schwarzer initiierten Medienaktion „Wir haben abgetrieben!“.
Vera von Lehndorff ist auch, in konzeptueller und ausführender Zusammenarbeit mit dem Künstler (Zeichner, Bildhauer, Videasten und Fotografen) Holger Trülzsch, eine Pionierin der Körperbemalung sowie anderer Inszenierungen und künstlerischer Verfremdungen des eigenen Körpers. Unter anderem spielte sie in Florian Frickes Film Sei still, wisse ich bin einen bärtigen jungen Propheten.
Sie arbeitet heute als Malerin. 2004 drehte der durch seine Zusammenarbeit mit Andy Warhol bekannt gewordene Regisseur Paul Morrissey über sie einen Dokumentarfilm (Veruschka – A Life for the Camera).
Im Jahr 2006 zeigte die Helmut-Newton-Stiftung im Berliner Museum für Fotografie die Ausstellung Veruschka Self-Portraits. Die dort gezeigten Selbstporträts entstanden unter Zusammenarbeit mit dem Fotografen Andreas Hubertus Ilse. Ebenfalls 2006 hatte von Lehndorff einen Gastauftritt in dem James-Bond-Film Casino Royale. 2007 war sie in der ARD-Dokumentation Die Flucht der Frauen (Regie: Christian Wagner) zu sehen, in der sie über ihre Erlebnisse auf der Flucht aus Ostpreußen berichtete.

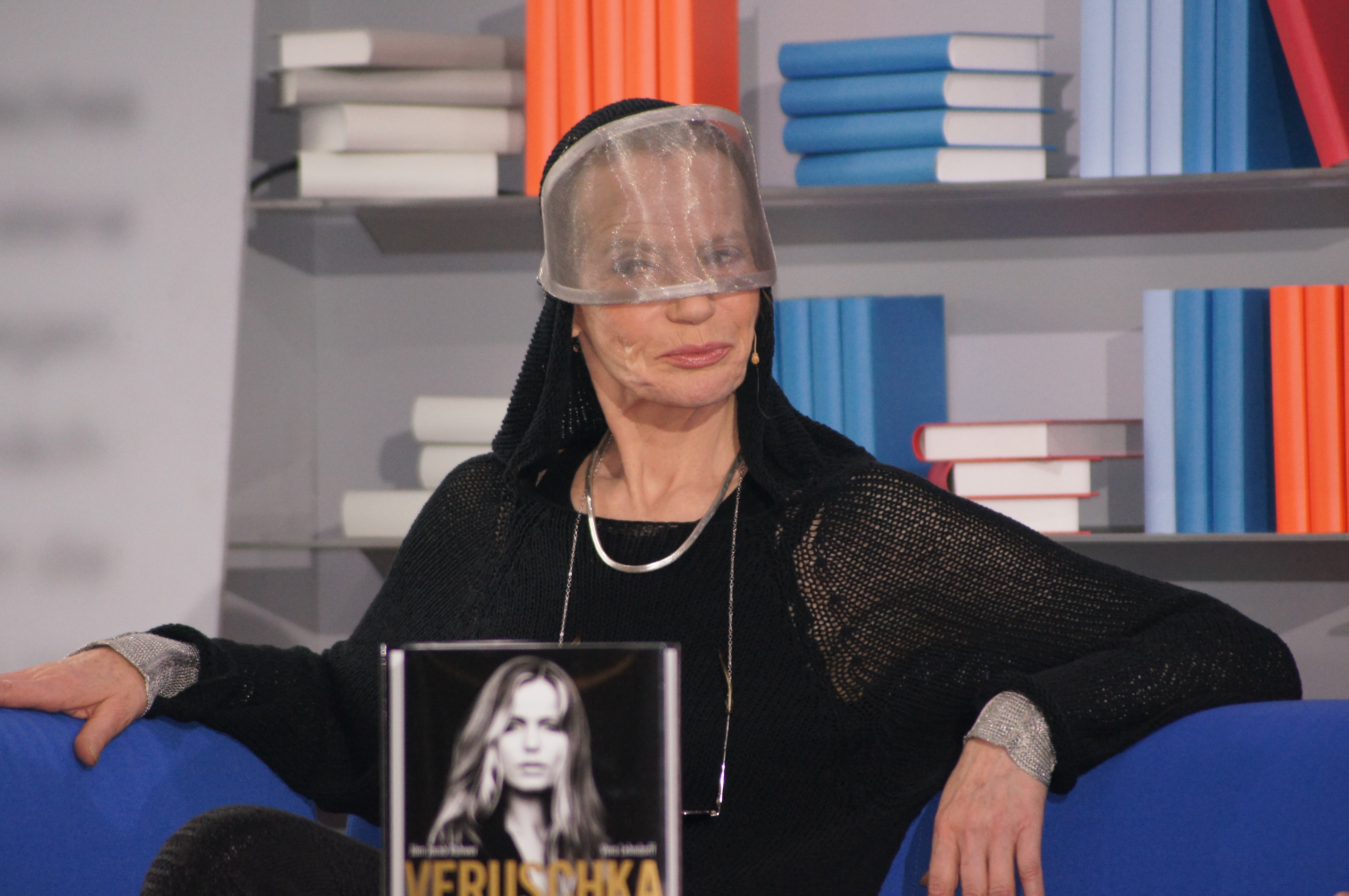
Veruschka von Lehndorff mit visierartigem Gesichtsschleier (2011)

Bei der London Fashion Week im September 2010 trat von Lehndorff für den Modedesigner Giles Deacon als Model auf, unter anderem mit der Absicht, auf die Misshandlung von Tieren innerhalb der Modeindustrie aufmerksam zu machen. Blixa Bargeld und Alva Noto verwendeten im selben Jahr das Bild Wall Street Spider – eines der Veruschka Self-Portraits – als Titelbild für ihr gemeinsames Album Mimikry, auf dem Veruschka selbst auch bei zwei Stücken zu hören ist.
2010 erschien das Buch Doppelleben: Heinrich und Gottliebe von Lehndorff im Widerstand gegen Hitler und von Ribbentrop von Antje Vollmer über von Lehndorffs Eltern. 2011 veröffentlichte Vera von Lehndorff ihre Autobiografie.

## Filmografie (Auswahl)
- 1966: Blow Up (Blowup)
- 1971: Veruschka – poesia di una donna
- 1972: Salomè
- 1976: Cattivi pensieri
- 1978: Couleur chair
- 1979: Milo Milo
- 1984: Dorian Gray im Spiegel der Boulevardpresse
- 1985: Die Braut (The Bride)
- 1985: Vom Zusehen beim Sterben (Kurzfilm)
- 1989: L’orchestre rouge
- 2005: Veruschka – Die Inszenierung (m)eines Körpers (Dokumentarfilm)
- 2006: James Bond 007: Casino Royale (Casino Royale)
- 2017: The Superhost (Fernsehfilm)
- 2019: La vacanza

## Autobiografie
- Vera Lehndorff, Jörn Jacob Rohwer: Veruschka. Mein Leben. DuMont, Köln 2011, ISBN 978-3-8321-9553-3.